# Akropótamos (ort i Grekland, Östra Makedonien och Thrakien)
Akropótamos (Akropotamos) är en ort i Grekland.   Den ligger i prefekturen Nomós Kaválas och regionen Östra Makedonien och Thrakien, i den nordöstra delen av landet, 300 km norr om huvudstaden Aten. Akropótamos ligger 149 meter över havet och antalet invånare är 675.
Terrängen runt Akropótamos är varierad.Runt Akropótamos är det ganska glesbefolkat, med 21 invånare per kvadratkilometer. Närmaste större samhälle är Rodolívos, 15,4 km norr om Akropótamos. == Kommentarer ==
1. ↑  Framräknat ur variansen i alla höjduppgifter (DEM 3") från Viewfinder Panoramas, inom 10 km radie.[2] Mer om algoritmen finns här: Användare:Lsjbot/Algoritmer.